# Nex
Nex es un canal de televisión abierta panameño lanzado el 31 de octubre de 2012. Es propiedad de Compañía Digital de Televisión y emite su señal desde Ciudad de Panamá.

## Historia
Nex fue creado en 2012, cuando Compañía Digital de Televisión adquirió el canal de televisión RCM y decidió cerrar las operaciones de este último para dar paso a la creación de un nuevo canal.
A partir de ese momento se ponen en marcha las operaciones de remodelación en las instalaciones, la adquisición de nuevos equipos y la contratación de nuevos presentadores, para así iniciar transmisiones el 31 de octubre de 2012 con el nombre NEXtv y el eslogan "Diferente a todo, igual a ti".
En sus inicios el canal mantenía una alianza con RCN Colombia, por la cual recibían asesoría para el nuevo personal y contenidos para transmitir en pantalla. 
Además la premisa del canal era ofrecer un contenido diferente al de sus principales competidores los cuales son TVN y Telemetro. Sin embargo no tuvo mucha aceptación por parte de la audiencia, por lo tanto el canal hizo cambios en la programación.
Durante 2013 se transmitiría el reality colombiano Protagonistas de nuestra tele, con la participación de dos representantes panameños enviados por NEXtv. Este evento despertó la atención del público al ser la primera vez que un show de este tipo contaba con presencia de compatriotas. La panameña Gaby Garrido resultó como ganadora en esa temporada.
En 2016 se presenta una renovación en la imagen y programación del canal, de igual forma el nombre se modificó a Nex y se cambió el eslogan a "Amamos entretenerte".
Más adelante en 2018, el canal renovaría por completo su línea gráfica en pantalla. El nuevo eslogan sería "Somos todos".
Durante 2020, el canal tuvo una reestructuración. Esto llevó al cierre de algunos programas propios y a la compra de producciones extranjeras. Además incursionaron en la transmisión de eventos deportivos y culturales.
A partir de 2021, se inició un nuevo proceso de cambios en la programación. También se presentó una actualización en la línea gráfica y logo del canal. La transmisión de eventos deportivos, como la Serie del Caribe y las Eliminatorias de Concacaf para el Mundial Catar 2022 dieron como resultado un considerable aumento en los índices de audiencia y popularidad del canal. Desde julio del mismo año se formalizo una alianza con la cadena mexicana "Multimedios" para emitir sus contenidos en la programación del canal.
En 2024 no se vislumbran cambios significativos en la programación o imagen del canal. Se mantiene la emisión fija de contenido de sus aliados Multimedios y DW.

## Programación

### Noticias
La franja noticiosa del canal recibe el nombre de "Nex Noticias", se emiten 3 noticieros diarios de lunes a viernes.
Además se transmiten diversos programas de opinión e información los cuales son;
- Entre Líneas: Programa dominical donde se debaten diversos hechos políticos nacionales e internacionales.
- Hablando de Frente: Programa de opinión donde se comentan hechos políticos del país.
- A Capa y Espada: Programa con comentarios y análisis de temas políticos.

### Producción nacional
Programas realizados por el canal o productoras independientes de Panamá.
- En la Mañana: Programa matutino, temas de entretenimiento.
- Kultura Tuning: Programa de entretenimiento, enfocado en el automovilismo.
- Patas y Pies: Programa cultural, datos y reportajes sobre animales.
- Ají: Programa de comida, se dictan recetas y se preparan platos del arte culinario.
- Conexión Caribeña: Programa enfocado en la cultura afroantillana.
- El Agro Ahora: Programa de agricultura, reportajes y debates sobre temas agropecuarios.
- Entorno Urbano: Programa de bienes raíces, reportajes y presentación de proyectos urbanísticos.
- Real Podcast: Programa de entrevistas y anécdotas personales de famosos panameños.

### Deportes
Se emiten diversos programas deportivos los cuales son;
- Nex Sports: Programa de deportes, comentarios y análisis.
- Padel EX: Programa dedicado al deporte del pádel en panamá y el mundo.
- El Curubito: Programa de fútbol, comentarios y reportajes de diversas ligas.

### Programas anteriores
Estos programas fueron de producción nacional y original del canal.
- Mucha Noche (2013-2019)
- Mujer (2020-2022)
- Be Fit (2020-2023)
- Chollywood (2014-2015)
- Ají (Revista Matutina) (2015-2020)
- De Aquí Pa' Lla (2020-2021)
- Viralisimo (2018-2020)
- Te reto a ganar
- Que Bolas Deportes (2018-2019)
- En Fama (2019)
- El Cassette (2019)
- El Purgatorio (2015-2016)
- Bellas y Armadas
- ¡Que Bolas!
- Chollywood True Story

### Eventos deportivos transmitidos
- Liga Europa de la UEFA (2024-)
- Liga Conferencia de la UEFA (2024-)
- Copa Mundial de Clubes de la FIFA 2025

### Eventos deportivos transmitidos anteriormente
- Eliminatorias Copa Mundial FIFA Qatar 2022 (CONCACAF) (2021-2022)
- Liga BBVA MX (2020-2022)
- Serie del Caribe (2021, 2022)
- Bundesliga (2022)
- Liga CONCACAF (2021-2022)
- Copa Mundial de Béisbol Sub-23 (2021)
- Liga de Campeones CONCACAF (2022)
- Segunda División B de España (2020-2021)

## Eslóganes
- 2012-2016: Diferente a todo. Igual a ti.
- 2016-2018: Amamos entretenerte.
- Desde 2018: Somos todos.

## Presentadores

### Noticias
- Fernando Correa
- Birna Julissa Quintero
- Yamy Rivas
- Einar Valdés
- Linda Bran
- Natalie Madrid
- Velshys Vinda
- Edward Ángulo

### Entretenimiento
- Amael Candanedo
- Natalie Madrid
- Daniel Franco

## Canales hermanos

### Más 23
Canal de televisión abierta con programación de entretenimiento, enfocado en vídeos musicales. Se emite por el Canal 23 UHF y Canal 50 TDT. También disponible a través del servicio de televisión por suscripción de las empresas: Tigo, +Móvil y Telca.